# Új-Zéland az 1994. évi téli olimpiai játékokon
Új-Zéland a norvégiai Lillehammerben megrendezett 1994. évi téli olimpiai játékok egyik részt vevő nemzete volt. Az országot az olimpián 2 sportágban 7 sportoló képviselte, akik érmet nem szereztek.

## Alpesisí
Férfi
| Versenyző            | Versenyszám            | 1. futam      | 1. futam      | 2. futam | 2. futam | Összesítés    | Összesítés    |
| Versenyző            | Versenyszám            | Idő           | Hely.         | Idő      | Hely.    | Idő           | Helyezés      |
| -------------------- | ---------------------- | ------------- | ------------- | -------- | -------- | ------------- | ------------- |
| Simon Lyle Wi Rutene | Műlesiklás             | nem ért célba | nem ért célba | kiesett  | kiesett  | kiesett       | kiesett       |
| Simon Lyle Wi Rutene | Óriás-műlesiklás       | nem ért célba | nem ért célba | kiesett  | kiesett  | kiesett       | kiesett       |
| Simon Lyle Wi Rutene | Szuperóriás-műlesiklás |               |               |          |          | nem ért célba | nem ért célba |

| Versenyző            | Versenyszám | Lesiklás | Lesiklás | Műlesiklás | Műlesiklás | Műlesiklás | Műlesiklás | Műlesiklás | Műlesiklás | Összesítés | Összesítés |
| Versenyző            | Versenyszám | Lesiklás | Lesiklás | 1. futam   | 1. futam   | 2. futam   | 2. futam   | Össz.      | Össz.      | Összesítés | Összesítés |
| Versenyző            | Versenyszám | Idő      | Hely.    | Idő        | Hely.      | Idő        | Hely.      | Idő        | Hely.      | Idő        | Helyezés   |
| -------------------- | ----------- | -------- | -------- | ---------- | ---------- | ---------- | ---------- | ---------- | ---------- | ---------- | ---------- |
| Simon Lyle Wi Rutene | Összetett   | 1:41,88  | 39.      | 53,41      | 20.        | 50,19      | 17.        | 1:43,60    | 18.        | 3:25,48    | 20.        |

Női
| Versenyző         | Versenyszám | 1. futam      | 1. futam      | 2. futam      | 2. futam      | Összesítés | Összesítés |
| Versenyző         | Versenyszám | Idő           | Hely.         | Idő           | Hely.         | Idő        | Helyezés   |
| ----------------- | ----------- | ------------- | ------------- | ------------- | ------------- | ---------- | ---------- |
| Annelise Coberger | Műlesiklás  | nem ért célba | nem ért célba | kiesett       | kiesett       | kiesett    | kiesett    |
| Claudia Riegler   | Műlesiklás  | 1:02,26       | 25.           | nem ért célba | nem ért célba | kiesett    | kiesett    |

## Rövidpályás gyorskorcsolya
Férfi
| Versenyző                                                 | Versenyszám  | Előfutam | Előfutam | Negyeddöntő | Negyeddöntő | Elődöntő | Elődöntő | B döntő  | B döntő  | Döntő   | Döntő   | Helyezés |
| Versenyző                                                 | Versenyszám  | Idő      | Hely.    | Idő         | Hely.       | Idő      | Hely.    | Idő      | Hely.    | Idő     | Hely.   | Helyezés |
| --------------------------------------------------------- | ------------ | -------- | -------- | ----------- | ----------- | -------- | -------- | -------- | -------- | ------- | ------- | -------- |
| Mike McMillen                                             | 500 m        | 44,98    | 3.       | kiesett     | kiesett     | kiesett  | kiesett  | kiesett  | kiesett  | kiesett | kiesett | 18.      |
| Mike McMillen                                             | 1000 m       | 1:32,65  | 4.       | kiesett     | kiesett     | kiesett  | kiesett  | kiesett  | kiesett  | kiesett | kiesett | 25.      |
| Andrew Nicholson                                          | 500 m        | 54,21    | 4.       | kiesett     | kiesett     | kiesett  | kiesett  | kiesett  | kiesett  | kiesett | kiesett | 28.      |
| Andrew Nicholson                                          | 1000 m       | 1:34,18  | 4.       | kiesett     | kiesett     | kiesett  | kiesett  | kiesett  | kiesett  | kiesett | kiesett | 27.      |
| Chris Nicholson                                           | 500 m        | 1:03,43  | 4.       | kiesett     | kiesett     | kiesett  | kiesett  | kiesett  | kiesett  | kiesett | kiesett | 29.      |
| Chris Nicholson                                           | 1000 m       | 1:34,91  | 4.       | kiesett     | kiesett     | kiesett  | kiesett  | kiesett  | kiesett  | kiesett | kiesett | 28.      |
| Mike McMillen Andrew Nicholson Chris Nicholson Tony Smith | 5000 m váltó |          |          |             |             | 7:21,58  | 4.       | kizárták | kizárták |         |         | 8.       |